# Zoe Zenghelis
Zoe Zenghelis (Atenas, 1937) es una artista visual, profesora y pintora británica, de origen griego, radicada en Londres. En 1975 fue una de las fundadoras de la Office for Metropolitan Architecture (OMA) junto a Rem Koolhaas, Elia Zenghelis y Madelon Vriesendorp.

## Trayectoria
Estudió pintura y dibujo en Atenas con Orestis Kanelis. Más adelante estudió diseño interior y pintura en Regent Street Polytechnic, de Londres, en los años 50 y 60. Siendo estudiante conoció y se casó con Elia Zenghelis, de quien se divorció tiempo después. Comenzó su carrera como cofundadora de OMA, para gradualmente, y a partir de 1980, desarrollar su carrera independiente, exponiendo en el Reino Unido, otros países de Europa y EEUU.

### Trabajo en OMA
Sus primeros trabajos en OMA fueron dibujos y presentaciones que constituyeron los manifiestos visuales a través de los cuales el equipo fundador expresó sus ideas arquitectónicas y conceptos sobre la ciudad. Las imágenes proponían la visión crítica de OMA  sobre la disciplina de la arquitectura, con dibujos de edificios aislados y rascacielos flotantes, de aspecto inquietante, de líneas muy puras y definidas, en paisajes fríos y surrealistas, muy geométricos y algo distópicos. Estas imágenes, realizadas en colaboración con las de la pintora Madelon Vriesendorp hicieron muy reconocible la posición arquitectónica del equipo de OMA, que fue de gran influencia en la arquitectura y la teoría arquitectónicas del siglo XX y principios del XXI.

### Obra pictórica
Zenghelis y Madelon Wresendorp llevaron a cabo el taller de color Color Workshop en la London’s Architectural Association School of Architecture (A.A.), donde trataron la importancia del uso del color como forma de intensificar las sensaciones y en las que «los edificios no son líneas negras sobre un papel en blanco». En el Hotel Sphinx (The Head) de Nueva York, proyecto de OMA de 1975, el color es uno de los elementos que distingue las diversas funciones del edificio (teatro, auditorio, jardín, etc.). Con esta misma función fue utilizado del color en el edificio de la Lützowstrasse Housing en Berlín en 1980, como también fueron definitivos los dibujos y acrílicos de Zenghelis para la definición  del proyecto del Parc de la Villette de París, 1982.
Las pinturas de Zenghelis son muy personales, en las que con el color forma figuras y abstracciones geométricas. En 1985, la Architectural Association’s Exhibition Gallery exhibió su trabajo con el título de Paintings by Zoe Zenghelis. Desde entonces, el MoMA custodia 29 dibujos de la artista.
En la primavera y verano de 2021, la exposición Do you remember how perfect everything was? Work of Zoe Zenghelis exhibió en Londres en dos partes una retrospectiva de su trabajo, que ha sido recogida en un texto con la selección de sus trabajos desde 1960 a 2020.
Otra exposición resumen de su obra fue presentado en el Heinz Architectural Center del Museo de Arte Carnegie en  Pittsburg, bajo el título Zoe Zenghelis: Fields, Fragments, Fictions, organizada por Theodossis Issaias y Hamed Khosravi. En esta exposición se mostraron los trabajos desde 1982, en cuatro áreas: los realizados de forma independiente desde 1982; sus aportaciones, su método y  y trabajos como profesora; los bien conocidos trabajos de OMA en las islas mediterráneas, muy relacionadas con el paisaje original de su tierra nativa, Grecia; y finalmente la colección de objetos seleccionados por la artista en relación con sus estudiantes y maestros, reales o imaginarios.